# Arab Tunisian Bank
Die Arab Tunisian Bank S.A. (arabisch البنك العربي لتونس) ist eine tunesische Bank mit Sitz in Tunis. Die Bankengruppe ist in 3 Tätigkeitsbereichen organisiert:
- Privatkundengeschäft: Immobilienkredite, Verbraucherkredite, Autokredite, Versicherungen etc.
- Business Banking
- Vermögensverwaltung

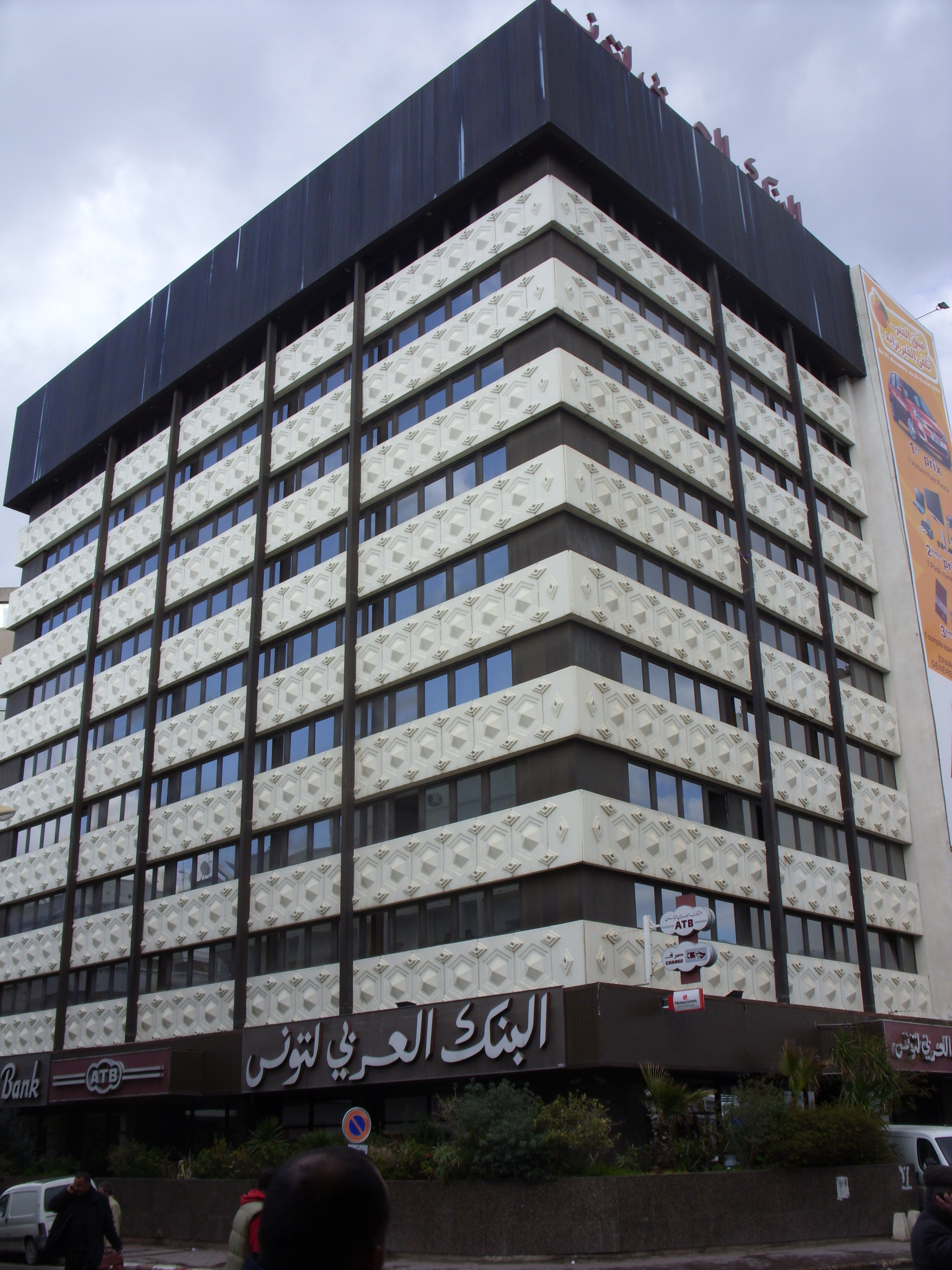
Hauptquartier der Arab Tunisian Bank in Tunis

Die Produkte und Dienstleistungen werden über ein Netz von 134 Filialen (Stand 2021) in Tunesien vertrieben.
Ende 2022 verfügte die Gruppe über 5,4 Milliarden TND an Einlagen. Sie ist eine Tochtergesellschaft der jordanischen Bankengruppe Arab Bank plc und hat selbst 11 Tochtergesellschaften, z. B. Arabia Sicav, Arab Financial Consultants, Arab Tunesian Lease, Sari Immobilière, Arab Tunisian Invest u. a.
Die Aktien sind an der Bourse de Tunis notiert und Teil des Tunindex.

## Geschichte
Der langjährige Präsident Tunesiens, Habib Bourguiba, wurde im Kampf um die Unabhängigkeit Tunesiens vom jordanischen Geschäftsmann Abdul Hameed Shoman, dem Gründer der Arab Bank plc, unterstützt. Shoman eröffnete für ihn ein Konto bei der Arab Bank Egypt. Aus Dankbarkeit erteilte Bourguiba, der nach Erlangung der Unabhängigkeit Präsident geworden war, Shoman die Erlaubnis, eine Bankfiliale in Tunis zu eröffnen. Um eine neue Bank in Tunesien zu gründen, begann der tunesische Geschäftsmann Hatem Kchouk Gespräche mit den Shomans über den Kauf ihrer tunesischen Filiale.
Nach Shomans Tod widersetzten sich seine beiden Söhne Khaled und Abdul Majeed Shoman zunächst dem Kauf der Agentur. Nach längeren Verhandlungen gelang es Hatem Kchouk, die Brüder Shoman zu bewegen, der Gründung einer neuen Bank zuzustimmen, die die besagte Filiale kaufen und an der sie 50 % des Kapitals halten sollten.
Schließlich wurde die Arab Tunisian Bank, eine Geschäftsbank nach tunesischem Recht, am 30. Juni 1982 durch die Integration der Tunis-Filiale der Arab Bank plc und den Einstieg tunesischer Privatpersonen gegründet. Hatem Kchouk war von 1982 bis 1989 Generaldirektor der ATB.
Im Jahre 2008 fand eine Kapitalerhöhung von 60 Mio. auf 100 Mio. TND statt. Sie wurde in zwei Schritten vollzogen.